# Videmonte
Videmonte es una freguesia portuguesa del concelho de Guarda, con 49,57 km² de superficie y 552 habitantes (2001). Su densidad de población es de 11,1 hab/km².